# Голиат (Старкрафт)
Вижте пояснителната страница за други значения на Голиат.
Голиатите (Goliaths) са механични ходещи бойни единици на Тераните от стратегията Старкрафт. Те могат да атакуват както по земя, така и по въздух. Оръжието срещу наземни цели е сдвоена трийсет милиметрова противо броня картечница, а срещу въздушни цели — ракети „Хелфайър“. Голиатите изискват военна лаборатория, за да могат да бъдат строени. За разлика от останалите наземни военни машини на тераните, Голиатите са еднакво ефективни в комбинация с други единици и самостоятелно. Двете картечници нанасят общо поражение 12, като с ъпгрейдите то се увеличава до 15.